# Tour de Flandes 2020
La 104.ª edición de la clásica ciclista Tour de Flandes (nombre oficial en neerlandés y francés: Ronde van Vlaanderen / Tour des Flandres) es una carrera en Bélgica que se celebró el 18 de octubre de 2020 con inicio en la ciudad de Amberes y final en la ciudad de Oudenaarde sobre un recorrido de 243,3 kilómetros.
La carrera formó parte del UCI WorldTour 2020, calendario ciclístico de máximo nivel mundial, siendo la decimonovena carrera de dicho circuito y fue ganada por el neerlandés Mathieu van der Poel del Alpecin-Fenix. Completaron el podio, como segundo y tercer clasificado respectivamente, el belga Wout van Aert del Jumbo-Visma y el noruego Alexander Kristoff del UAE Emirates.
Inicialmente estaba prevista para el 5 de abril, pero debido a la pandemia de COVID-19, el gobierno de Bélgica prohibió cualquier evento deportivo en su territorio para evitar los contagios, por lo tanto la organización Flanders Classics decidió cancelar todas las competencias de ciclismo.

## Equipos participantes
Tomaron parte en la carrera 25 equipos: los 19 de categoría UCI WorldTeam y 6 de categoría UCI ProTeam. Formaron así un pelotón de 172 ciclistas de los que acabaron 111. Los equipos participantes fueron:
| WorldTeams (19)- AG2R La Mondiale - Astana - Bahrain McLaren - Bora-Hansgrohe - CCC Team - Cofidis - Deceuninck-Quick Step - EF Pro Cycling - Groupama-FDJ - Israel Start-Up Nation - Lotto Soudal - Mitchelton-Scott - Movistar Team - NTT Pro Cycling - Ineos Grenadiers - Jumbo-Visma - Team Sunweb - Trek-Segafredo - UAE Team Emirates ProTeams (6)- Alpecin-Fenix - Bingoal-Wallonie Bruxelles - B&B Hotels-Vital Concept p/b KTM - Circus-Wanty Gobert - Total Direct Énergie - Sport Vlaanderen-Baloise |
| |

## Clasificación final
La clasificación finalizó de la siguiente forma:
| \| Clasificación general \| Clasificación general \| Clasificación general \| Clasificación general \| Clasificación general \| \| Ciclista \| Ciclista \| Equipo \| Tiempo \| \| \| --------------------- \| --------------------- \| ---------------------- \| --------------------- \| --------------------- \| \| 1.º \| Mathieu van der Poel \| Alpecin-Fenix \| 5 h 43 min 22 s \| \| \| 2.º \| Wout van Aert \| Jumbo-Visma \| + 0 s \| \| \| 3.º \| Alexander Kristoff \| UAE Team Emirates \| + 8 s \| \| \| 4.º \| Anthony Turgis \| Total Direct Énergie \| + 8 s \| \| \| 5.º \| Yves Lampaert \| Deceuninck-Quick Step \| + 8 s \| \| \| 6.º \| Dimitri Claeys \| Cofidis \| + 8 s \| \| \| 7.º \| Oliver Naesen \| AG2R La Mondiale \| + 8 s \| \| \| 8.º \| Dylan van Baarle \| Ineos Grenadiers \| + 8 s \| \| \| 9.º \| John Degenkolb \| Lotto-Soudal \| + 8 s \| \| \| 10.º \| Tiesj Benoot \| Team Sunweb \| + 8 s \| \| \| 11.º \| Dylan Teuns \| Bahrain McLaren \| + 8 s \| \| \| 12.º \| Florian Sénéchal \| Deceuninck-Quick Step \| + 8 s \| \| \| 13.º \| Kasper Asgreen \| Deceuninck-Quick Step \| + 8 s \| \| \| 14.º \| Valentin Madouas \| Groupama-FDJ \| + 8 s \| \| \| 15.º \| Xandro Meurisse \| Circus-Wanty Gobert \| + 8 s \| \| \| 16.º \| Alberto Bettiol \| EF Pro Cycling \| + 8 s \| \| \| 17.º \| Sep Vanmarcke \| EF Pro Cycling \| + 16 s \| \| \| 18.º \| Jasper De Buyst \| Lotto-Soudal \| + 2 min 41 s \| \| \| 19.º \| Nils Politt \| Israel Start-Up Nation \| + 2 min 41 s \| \| \| 20.º \| Sven Erik Bystrøm \| UAE Team Emirates \| + 2 min 41 s \| \| |                      |                        |                 |
| |                      |                        |                 |
| Fuente: ProCyclingStats |                      |                        |                 |
| Clasificación general |                      |                        |                 |
| Ciclista | Ciclista             | Equipo                 | Tiempo          |
| 1.º | Mathieu van der Poel | Alpecin-Fenix          | 5 h 43 min 22 s |
| 2.º | Wout van Aert        | Jumbo-Visma            | + 0 s           |
| 3.º | Alexander Kristoff   | UAE Team Emirates      | + 8 s           |
| 4.º | Anthony Turgis       | Total Direct Énergie   | + 8 s           |
| 5.º | Yves Lampaert        | Deceuninck-Quick Step  | + 8 s           |
| 6.º | Dimitri Claeys       | Cofidis                | + 8 s           |
| 7.º | Oliver Naesen        | AG2R La Mondiale       | + 8 s           |
| 8.º | Dylan van Baarle     | Ineos Grenadiers       | + 8 s           |
| 9.º | John Degenkolb       | Lotto-Soudal           | + 8 s           |
| 10.º | Tiesj Benoot         | Team Sunweb            | + 8 s           |
| 11.º | Dylan Teuns          | Bahrain McLaren        | + 8 s           |
| 12.º | Florian Sénéchal     | Deceuninck-Quick Step  | + 8 s           |
| 13.º | Kasper Asgreen       | Deceuninck-Quick Step  | + 8 s           |
| 14.º | Valentin Madouas     | Groupama-FDJ           | + 8 s           |
| 15.º | Xandro Meurisse      | Circus-Wanty Gobert    | + 8 s           |
| 16.º | Alberto Bettiol      | EF Pro Cycling         | + 8 s           |
| 17.º | Sep Vanmarcke        | EF Pro Cycling         | + 16 s          |
| 18.º | Jasper De Buyst      | Lotto-Soudal           | + 2 min 41 s    |
| 19.º | Nils Politt          | Israel Start-Up Nation | + 2 min 41 s    |
| 20.º | Sven Erik Bystrøm    | UAE Team Emirates      | + 2 min 41 s    |

## Ciclistas participantes y posiciones finales
Convenciones:
- AB-N: Abandono en la etapa "N"
- FLT-N: Retiro por llegada fuera del límite de tiempo en la etapa "N"
- NTS-N: No tomó la salida para la etapa "N"
- DES-N: Descalificado o expulsado en la etapa "N"

## UCI World Ranking
El Tour de Flandes otorgó puntos para el UCI World Ranking para corredores de los equipos en las categorías UCI WorldTeam, UCI ProTeam y Continental. Las siguientes tablas son el baremo de puntuación y los 10 corredores que obtuvieron más puntos:
| Posición   | 1.º | 2.º | 3.º | 4.º | 5.º | 6.º | 7.º | 8.º | 9.º | 10.º | 11.º | 12.º | 13.º | 14.º | 15.º | 16.º-20.º | 21.º-30.º | 31.º-50.º | 51.º-55.º | 56.º-60.º |
| Puntuación | 500 | 400 | 325 | 275 | 225 | 175 | 150 | 125 | 100 | 85   | 70   | 60   | 50   | 40   | 35   | 30        | 20        | 10        | 5         | 3         |

| Clasificación |                      |                            |        |
| Posición      | Ciclista             | Equipo                     | Puntos |
| ------------- | -------------------- | -------------------------- | ------ |
| 1.º           | Mathieu van der Poel | Alpecin-Fenix              | 500    |
| 2.º           | Wout van Aert        | Jumbo-Visma                | 400    |
| 3.º           | Alexander Kristoff   | UAE Emirates               | 325    |
| 4.º           | Anthony Turgis       | Total Direct Énergie       | 275    |
| 5.º           | Yves Lampaert        | Deceuninck-Quick Step      | 225    |
| 6.º           | Dimitri Claeys       | Cofidis, Solutions Crédits | 175    |
| 7.º           | Oliver Naesen        | AG2R La Mondiale           | 150    |
| 8.º           | Dylan van Baarle     | INEOS Grenadiers           | 125    |
| 9.º           | John Degenkolb       | Lotto Soudal               | 100    |
| 10.º          | Tiesj Benoot         | Sunweb                     | 85     |